# 雁道
雁道（がんどう/かりのみち）は、近世以前の日本人が北方に存在すると信じていた架空の土地の名称である。江戸時代には韓唐（からとう）とも書かれ、中国においては月氐国（げつていこく）と同一視された。

## 概要
中世の行基式日本図において、陸奥・蝦夷の北方、あるいは朝鮮半島の東側に記されており、雁などの渡り鳥の故郷である極北の地にあり、人が足を踏み入れたことのない、あるいは龍などの人外が住まう土地であると信じられていた。また、この知識が中国や朝鮮半島にも伝わり、日本を描いた地図には羅刹国と並んで雁道が描かれているものがある。
江戸時代中期以後の正確な地理知識の普及と人の住まう国・ロシアが現実問題として南下するにつれて地図から姿を消すことになった。